# 康翎郡
康翎郡（カンニョンぐん）は朝鮮民主主義人民共和国黄海南道に属する郡。北朝鮮統治範囲の最南端にあたる。

## 地理
黄海に突き出した甕津半島の東南部に位置し、西に甕津郡、北に碧城郡と隣接する。

## 行政区画
1邑・1労働者区・23里を管轄する。
| - 康翎邑（カンニョンウプ） - 釜浦労働者区（プポロドンジャグ） - 広泉里（クァンチョンニ） - 金洞里（クムドンニ） - 錦井里（クムジョンニ） - 内洞里（ネドンニ） - 東江里（トンガンニ） - 東浦里（トンポリ） - 登岩里（トゥンアムニ） - 龍淵里（リョンヨンニ） - 蜂梧里（ポンオリ） - 富民里（プミンニ） | - 舎鳶里（サヨンニ） - 三峰里（サンボンニ） - 松峴里（ソンヒョンニ） - 睡鴨里（スアムニ） - 巡威里（スヌィリ） - 食余里（シギョリ） - 莘岩里（シナムニ） - 双橋里（サンギョリ） - 漁化島里（オファドリ） - 梧鳳里（オボンニ） - 印峯里（インボンニ） - 平和里（ピョンファリ） - 香竹里（ヒャンジュンニ） |

## 歴史
朝鮮王朝時代には黄海道に属し、康翎県が置かれた。1895年、二十三府制の施行により海州府康翎郡となり、翌1896年に黄海道康翎郡となった。1909年、甕津郡に編入された。
1952年、北朝鮮の行政区画再編により、甕津郡から富民・龍淵・鳳邱・興嵋などの面が分割され、康翎郡の名が復活した。

### 年表
この節の出典
- 1952年12月 - 郡面里統廃合により、黄海道甕津郡龍淵面・鳳邱面・海南面・東江面および富民面・興嵋面・松林面の各一部地域（松林面は延坪島以外の全域）をもって、康翎郡を設置。康翎郡に以下の邑・里が成立。(1邑21里)
  - 康翎邑・広泉里・錦水里・梧鳳里・印峯里・香竹里・莘岩里・平和里・登岩里・双橋里・富民里・龍淵里・釜浦里・食余里・三峰里・蜂梧里・舎鳶里・睡鴨里・東浦里・松峴里・東江里・内洞里
- 1954年10月 - 黄海道の分割により、黄海南道康翎郡となる。(1邑23里)
  - 黄海南道甕津郡漁化島里・巡威里を編入。
  - 富民里・龍淵里の各一部が康翎邑に編入。
- 1972年 - 釜浦里が釜浦労働者区に昇格。(1邑1労働者区22里)
- 1981年 - 平和里が釜浦労働者区・香竹里に分割編入。(1邑1労働者区21里)
- 1983年 - 錦水里が錦井里に改称。(1邑1労働者区21里)
- 1991年9月 (1邑1労働者区23里)
  - 双橋里の一部が分立し、金洞里が発足。
  - 香竹里の一部が分立し、平和里が発足。
  - 双橋里の一部が食余里に編入。

## 交通
- 甕津線
  - 新康翎駅
- 釜浦線
  - 新康翎駅 - 康翎駅 - 龍淵駅 - 香竹駅 - 釜浦駅